# Васко Нуњез де Балбоа
Васко Нуњез де Балбоа (шп. Vasco Núñez de Balboa; око 1475. умро 1519) био је шпански истраживач, колонијални гувернер и конкистадор. Славу је стекао као  освајач Панаме 1513. године, чиме је постао први Европљанин на челу експедицију која је стигла до Пацифика преко америчког континента. Иако није освајач великих империја, Васко Нуњез де Балбоа се сврстава међу неколицину најважнијих учесника у откривању и освајању Америке. Његово главно достигнуће било је прво европско виђење Тихог океана, али његова каријера је била типична за каријеру многих освајача и раних досељеника Америке.

## Биографија
Балбоа је дошао из екстремадурског града Херез де лос Кабаљерос, иако неки аутори тврде да је дошао из већег оближњег града Бадахоса. Тачан датум његовог доласка у Индију није познат, али је сигурно до 1500. године био у Новом свету. Пловио је са Родригом де Бастидасом и Хуаном де ла Косом на њиховој експедицији у залив Ураба и обалу Панаме. Након тога, настанио се у Салватијера де ла Сабана на острву Хиспањола, где је боравио и освајач Кубе, Дијего Веласкез.

### Насељавање Панаме
Након Бастидасових истраживања обале Панаме, регион је био жестоко оспорен од стране двојице других истраживача, Дијега де Никесе и Алонса де Охеде. Краљевском даровницом из 1508. године, Тијера Фирме је подељена на две парцеле, источну, названу Ураба, под управом Охеде, и западну, Верагва, под Никесом. Охеда је организовао неколико експедиција на северну обалу Јужне Америке, а до 1505. добио је право да истражује и насељава залив Ураба. Регион је већ био посећен, не само Бастидас, већ и сам Коса, али и други. Коса се придружио Охеди и они су основали град Сан Себастијан де Ураба.
Након тога, Коса је погинуо од отровне стреле, а Охеда је побегао назад у Хиспањолу. Никеса је имао мало више среће у свом подручју. Мартин Фернандез де Енсисо је послат са Хиспањоле да ослободи насеље које су опседали Индијанци. Балбоа је отишао са њим, пошто се, према традиционалним изворима, сакрио у буре.
Он је предложио да се преживели преселе на западну страну залива Ураба где Индијанци нису користили отровне стреле. Ново насеље, Санта Марија ла Антигва дел Даријен, постало је једно од успешнијих у раним покушајима колонизације.
Убрзо по доласку у Даријен, Балбоа је изабран за градског судију и на крају је стекао скоро потпуну контролу над насељем. Никеса и његови следбеници доведени су у Даријен, где им је суђено због непоштовања краљевске власти: Никеса је арогантно тврдио да има врховну власт над Даријеном на основу својих краљевских даровница. Чланови Енсисове експедиције прогласили су Никесу кривим, али му је смртна казна преиначена, с правом жалбе пред гувернером Хиспањоле. Међутим, брод који је стављен на располагање Никеси и његовим људима за повратак у Хиспањолу био је тешко оштећен и никада није стигао на своје одредиште. Балбоа и његове присталице су потом збацили Енсиса и натерали га да се врати на Хиспањолу, чиме је Балбоина контрола постала потпуна.
Као вођа групе, Балбоа је показао многе карактеристике уобичајене међу каснијим шпанским конквистадорима. Иако је показивао жестоко противљење идолопоклонству и обичајима домородаца, такође је успео да успостави споразум са староседелачким групама. Одржао је мир са Индијанцима и одредио редовно плаћање данка од њих, штитећи тако шпанске насељенике од одмазде, док је од Индијанаца извлачио нешто хране и рада.

### Откриће Пацифика
Након неколико истраживања непосредног залеђа и прикупљања информација од локалног становништва, Балбоа се уверио у извор злата копном западно од Даријена. Почетком 1513. изложио је своје планове у писму краљу. Ова вест је изазвала такво узбуђење да је организована помоћна експедиција под вођством дворанина Педра Аријаса де Авиле (Педраријаса), који је такође требало да служи као судски истражитељ Балбоине управе, посебно у вези са суђењем Никеси и протеривањем Фернанда де Енциса.
Балбоа је кренуо на своју експедицију на запад око 1. септембра 1513. Око 27. септембра угледао је Пацифик. Неколико дана касније, ушао је у море са мачем и заставом и заузео цело море за краља Шпаније. Експедиција је настављена дуж пацифичке обале, проналазећи развијен лов на бисере. До Нове године су се вратили тамо где су и почели. Открио је Тихи океан и наишао на села која су правила предмете од злата, али није пронашао прави извор злата.

### Ривалство са де Авилом и смрт
Педрарије је стигао у Даријен у јуну 1514, а након тога су се услови у насељу погоршали. У његовој пратњи били су многи Шпанци као што су Ернандо де Сото и Бернал Дијаз дел Кастиљо који ће играти важне улоге у даљим авантурама. Педрариас је гвозденом руком владао регионом, шаљући бројне казнене нападе против углавном мирољубивих Индијанаца. Десетине Шпанаца, посебно међу придошлицама, умрло је од последица индијског отпора и од тропских болести. Напетост између два капетана је расла. Балбоа је покушао да оде из Даријена, одлучивши да заузме западну обалу Панаме и започне напоре да искористи своју краљевску даровницу као аделантадо тог региона. Одржавао је преписку са шпанском круном, непрестано осуђујући Педраријасове ексцесе и надајући се да би реформски напори у Шпанији могли да истисну његовог ривала.
Ипак, пошто је краљевски истражитељ послат у колонију, Педрариас је ухапсио Балбоу под оптужбом за издају и након кратког суђења га је погубио.

## Наслеђе
Балбоа је био типичан за истраживаче свог времена. Био је хладно прагматичан у свом опхођењу са Индијанцима. Понекад је био окрутан, али свеукупно је препознао важност очувања домородаца као савезника, а не да их прави непријатељима. Никада није пропао ни у једном свом подухвату. Његово насељавање Даријена и његово откриће на Пацифику за Шпанце отворило је ново поглавље у историји истраживања континента.